# Landsfodboldturneringen 1913-14
Landsfodboldturneringen 1913-14 var den anden sæson om Danmarksmesterskabet i fodbold for herrer organiseret af DBU. Turneringen blev vundet af KB foran B 93.

## Baggrund
DBU ændrede i denne sæson turneringsformatet, så vinderen af Provinsmesterskabsturneringen skulle møde nummer to fra A-rækken under Københavns Boldspil Union (KBU) om en plads i finalen. Vinderen af den københavnske A-Rækken kvalificerede sig som sæsonen før direkte til finalen.

## Provinsmesterskabsturneringen

### 1. runde
| 17. maj 1914 |

| Vejle BK | 2 - 0 | B 1901 |
| -------- | ----- | ------ |
|          |       |        |

| Odense |

### 2. runde
| 24. maj 1914 |

| FIF Hillerød | 2 - 5 | Rønne Boldklub |
| ------------ | ----- | -------------- |
|              |       |                |

| B 93s bane, København |

| 24. maj 1914 |

| Union Svendborg | 2 - 4   | Vejle BK |
| --------------- | ------- | -------- |
|                 | (2 - 2) |          |

| Odense Tilskuere: 1.000 |

### Finale
| 31. maj 1914 |

| Vejle BK | 2 - 1   | Rønne Boldklub |
| -------- | ------- | -------------- |
|          | (1 - 1) |                |

| Idrætsparken, København Tilskuere: 1.000 |

## A-Rækken (København)
| Pos | Hold             | K  | V | U | T | M+ | M- | MR    | P  | Kvalifikation                 |
| --- | ---------------- | -- | - | - | - | -- | -- | ----- | -- | ----------------------------- |
| 1   | KB (M)           | 10 | 8 | 2 | 0 | 36 | 13 | 2,769 | 18 | Kvalificeret til finalen      |
| 2   | B 93             | 10 | 5 | 2 | 3 | 29 | 15 | 1,933 | 12 | Kvalificeret til semifinale   |
| 3   | Frem             | 10 | 5 | 2 | 3 | 28 | 15 | 1,867 | 12 |                               |
| 4   | AB               | 10 | 3 | 3 | 4 | 19 | 36 | 0,528 | 9  |                               |
| 5   | Østerbros BK (O) | 10 | 2 | 1 | 7 | 16 | 50 | 0,320 | 5  |                               |
| 6   | B 1903           | 10 | 1 | 1 | 8 | 9  | 39 | 0,231 | 3  | Kvalifikation til A-Rækken[A] |

1. ^ Kvalifikation til A-Rækken: B 1903 - KFUM 5-1.[1]

## Semifinale
| 7. juni 1914 |

| Vejle BK | 0 - 3   | B 93 |
| -------- | ------- | ---- |
|          | (0 - 0) |      |

| Sportspladsen, Vejle Tilskuere: 3.000 |

## Finale
| 14. juni 1914 |

| KB                                                                     | 4 - 2   | B 93                   |
| ---------------------------------------------------------------------- | ------- | ---------------------- |
| Poul 'Tist' Nielsen 15' 79' · Vilhelm Wolfhagen 20' · Henry Becker 65' | (2 - 2) | Anthon Olsen 22' 40' · |

| Idrætsparken, København Tilskuere: 3.000 Dommer: Lauritz Andersen |